# Chippewas of Georgina Island First Nation

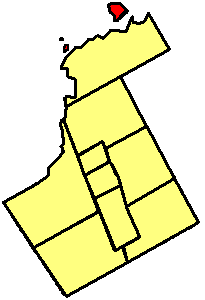
Mapa da Região de York a mostrar Fox, Snake, e Georgina islands.

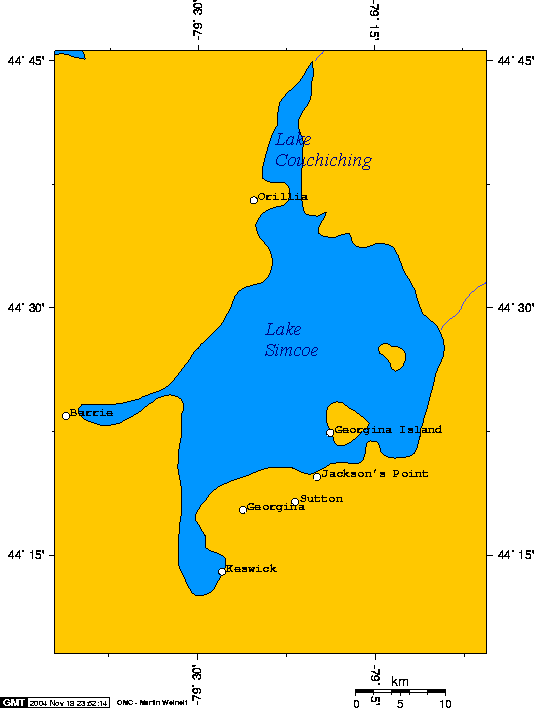
Georgina Island, no Lake Simcoe, Ontario.

Chippewas of Georgina Island First Nation é uma reserva indígena localizada na Ilha Georgina, no Lago Simcoe, Ontário, Canadá.
Possui uma população de 666 habitantes.